# Copeland (borough)
Copeland è stato distretto locale con stato di borough della Cumbria occidentale, in Inghilterra nel Regno Unito, con capoluogo a Whitehaven.
Il distretto fu creato con il Local Government Act 1972, il 1º aprile 1974 dalla fusione del borough di Whitehaven con il distretto rurale di Ennerdale e con il distretto rurale di Millom.
Nel luglio 2021 il Ministero per l'Abitazione, le Comunità ed il Governo Locale annunciò che nell'aprile 2023 la Cumbria sarebbe stata riorganizzata in due autorità unitarie. Il 1º aprile 2023 venne pertanto abolito il consiglio del borgo di Copeland e le sue funzioni vennero trasferite alla nuova autorità unitaria del Cumberland, che comprende anche gli ex distretti di Allerdale e della Città di Carlisle.

## Parrocchie civili
Le parrocchie, che non coprono l'area del capoluogo, erano:
- Arlecdon and Frizington
- Bootle
- Cleator Moor (città)
- Distington
- Drigg and Carleton
- Egremont (città)
- Ennerdale and Kinniside
- Eskdale
- Gosforth
- Haile and Wilton
- Irton with Santon
- Lamplugh
- Lowca
- Lowside Quarter
- Millom (città)
- Millom Without
- Moresby
- Muncaster
- Parton
- Ponsonby
- St Bees
- St Bridget Beckermet
- St John Beckermet
- Seascale
- Ulpha
- Waberthwaite and Corney
- Wasdale
- Weddicar
- Whicham